# Drowned World Tour
Drowned World Tour je peta koncertna turneja američke pjevačice Madonne u svrhu promocije sedmog i osmog studijskog albuma Ray of Light i Music. To je ujedno bila i prva turneja nakon osam godina, i zadnje The Girlie Show World Tour održane 1993. Turneja je trebala započeti još 1999., ali je odgođena do 2001. jer se Madonna udavala za Guya Ritchiea, bila trudna sa sinom Roccom i bila zaposlena snimanjem filmova. Kada je turneja napokon određena, Madonna je zaposlila Jamiea Kinga kao koreografa. Turneja je isplanirana u tri mjeseca, što je vrlo kratko vrijeme, a taj period je uključivao audicije za plesače, glazbenike i tehničare. Dizajner Jean-Paul Gaultier je osmislio kostime tako da su predstavljali različite faze Madonnine karijere. Posteri i obilježja turneje su uključivala obilježja Kabale s čijim proučavanjem je Madonna započela.
Koncert je bio podijeljen u pet dijelova: Neo-Punk, Geisha/Anime, Country/Western, Latin/Gypsy i Urban/Pimp. Popis pjesama je sastavljen od materijala sa zadnja dva albuma i s tek dvije pjesme iz ere prije 90-ih. Prvi segement koncerta prikazuje Madonnine nastupe pune energije u kojem je nosila kilt i bila dominantna pojava na pozornici. U drugom dijelu Madonna nosi kimono. Akustične pjesme su obilježje country segmeta u kojem je Madonna bila obučena kao kauboj. Sljedeći segment prikazuje flamenco, a zadnji uzima za temu geto. Kritičari su hvalili turneju, a posebno Madonninu sposobnost stalnog re-izuma vlastite sebe.
Turneja je bila i komercijalni uspjeh. Postala je četvrta najuspješnija i najunosnija koncertna turneja 2001. godine. Zaradila je više od 75 milijuna $ s rasprodanim koncertima pred 730.000 ljudi po Sjevernoj Americi i Europi. Pollstar je turneji dodijelio nominacije za "najbolju turneju godine" i "najkreativniju pozorncu", ali je izgubila od grupe U2. Koncert je 26. kolovoza 2001. emitiran uživo na HBO televiziji iz The Palace of Auburn Hills u Michiganu. Izdan je i DVD Drowned World Tour 2001 u studenome 2001.

## Pozadina
Madonna je u jednom razgovoru rekla da je trebala održati turneju 1999. te da će te iste godine snimiti film "The Next Best Thing". Međutim turneja je odgođena zbog početka veze s Guy Ritchiem, a kasije je ostala trudna sa svojim sinom Roccom. 2000. je izdala novi album Music a u prosincu 2000. se udala za tadašnjeg dečka Ritchiea.
The Drowned World Tour je trebala početi u Kölnu ali je otkazan zbog tehničkih poteškoća. Koncert u New Yerseyu je također otkazan ali ovaj puta zbog bolesti. Tako je ukupan broj koncerata sa zamišljenih 50, pao na 47.
Turneja je posjetila samo gradove u Europi i Sjevernoj Americi. To je uzrokovalo razna negodovanja u ostatku svijeta. Isto se ponovilo na sljedećoj Re-Invention World Tour 2004. Ovo je također i prvi puta da je Madonna posve zaobišla Kanadu. Iako su se pokušavali naći termini za koncerte u Torontu, to na kraju nije uspjelo na razočarenje brojnih kanadskih fanova.
Prvo su se pustile u prodaju karte u Londonu 25. travnja 2001. Madonna je rasprodala koncerte u Earls Court Exhibition Center u rekordnom vremenu – 6 koncerata u 6 sati. Madonna je ušla u povijest rasprodanih koncerata u toj dvorani, s obzirom na to da je prodano 97,000 karata. Inače, svi koncerti na turneji su rasprodani nakon nekoliko minuta od puštanja u prodaju.
Jedna zanimljivost je da je Madonna prije turneje pohađala tečajeve gitare da bi mogla svirati na koncertu.

## O koncertu
Koncert je podijeljen u 5 tema:
- Neo-Punk: "Drowned World/Substitute For Love", "Impressive Instant", "Candy Perfume Girl", "Beautiful Stranger", "Ray of Light"

- Geisha/Anime: "Paradise (Not for Me)", "Frozen", "Nobody's Perfect", "Mer Girl"/"Sky Fits Heaven", "What It Feels Like for a Girl"

- Country/Western: "I Deserve It", "Don't Tell Me", "Human Nature", "The Funny Song", "Secret, "Gone"/"You'll See"

- Latin/Gipsy: "Don't Cry for Me Argentina", "Lo Que Siente La Mujer", "La Isla Bonita"

- Urban/Pimp: "Holiday", "Music"

## Popis pjesama
1. "Drowned World/Substitute For Love" (s elementima  "Music", "Ray of Light" i "Human Nature")
2. "Impressive Instant"
3. "Candy Perfume Girl"
4. "Beautiful Stranger"
5. "Ray of Light" (s dijelovima "Drowned World/Substitute For Love")
6. "Paradise (Not for Me)" (interludij)
7. "Frozen" (s elementima  "Open Your Heart")
8. "Nobody's Perfect"
9. "Mer Girl"/"Sky Fits Heaven"/"Mer Girl"
10. "What It Feels Like for a Girl" (Remix) (interludij)
11. "I Deserve It"
12. "Don't Tell Me"
13. "Human Nature"
14. "The Funny Song"1
15. "Secret"
16. "Gone" 2
17. "You'll See" 3
18. "Don't Cry for Me Argentina" (interludij)
19. "Lo Que Siente La Mujer"
20. "La Isla Bonita"
21. "Holiday"
22. "Music"

1 Pjesma nije izvođena na završnim koncertima zbog terorističkog napada na Sjedinjene Države

2Pjesma je izvođena u Europi i na nekim koncertima u Americi, kasnije je zamijenjena s You'll See 

3 Pjesma je izvođena na nekim koncertima u Americi umjesto pjesme Gone

## Datumi koncerata
| Datum              | Grad            | Država     | Mjesto                           |
| ------------------ | --------------- | ---------- | -------------------------------- |
| Europa             |                 |            |                                  |
| 9. lipnja 2001.    | Barcelona       | Španjolska | Palau Sant Jordi                 |
| 10. lipnja 2001.   | Barcelona       | Španjolska | Palau Sant Jordi                 |
| 13. lipnja 2001.   | Milano          | Italija    | Fila Forum                       |
| 14. lipnja 2001.   | Milano          | Italija    | Fila Forum                       |
| 15. lipnja 2001.   | Milano          | Italija    | Fila Forum                       |
| 19. lipnja 2001.   | Berlin          | Njemačka   | Max-Schmeling-Halle              |
| 20. lipnja 2001.   | Berlin          | Njemačka   | Max-Schmeling-Halle              |
| 22. lipnja 2001.   | Berlin          | Njemačka   | Max-Schmeling-Halle              |
| 23. lipnja 2001.   | Berlin          | Njemačka   | Max-Schmeling-Halle              |
| 26. lipnja 2001.   | Pariz           | Francuska  | Palais omnisports de Paris-Bercy |
| 27. lipnja 2001.   | Pariz           | Francuska  | Palais omnisports de Paris-Bercy |
| 29. lipnja 2001.   | Pariz           | Francuska  | Palais omnisports de Paris-Bercy |
| 30. lipnja 2001.   | Pariz           | Francuska  | Palais omnisports de Paris-Bercy |
| 4. srpnja 2001.    | London          | Engleska   | Earls Court Exhibition Centre    |
| 6. srpnja 2001.    | London          | Engleska   | Earls Court Exhibition Centre    |
| 7. srpnja 2001.    | London          | Engleska   | Earls Court Exhibition Centre    |
| 9. srpnja 2001.    | London          | Engleska   | Earls Court Exhibition Centre    |
| 10. srpnja 2001.   | London          | Engleska   | Earls Court Exhibition Centre    |
| 12. srpnja 2001.   | London          | Engleska   | Earls Court Exhibition Centre    |
| Sjeverna Amerika   |                 |            |                                  |
| 21. srpnja 2001.   | Philadelphia    | SAD        | Wachovia Center                  |
| 22. srpnja 2001.   | Philadelphia    | SAD        | Wachovia Center                  |
| 25. srpnja 2001.   | New York        | SAD        | Madison Square Garden            |
| 26. srpnja 2001.   | New York        | SAD        | Madison Square Garden            |
| 28. srpnja 2001.   | New York        | SAD        | Madison Square Garden            |
| 30. srpnja 2001.   | New York        | SAD        | Madison Square Garden            |
| 31. srpnja 2001.   | New York        | SAD        | Madison Square Garden            |
| 2. kolovoza 2001.  | East Rutherford | SAD        | Izod Center                      |
| 7. kolovoza 2001.  | Boston          | SAD        | TD Garden                        |
| 8. kolovoza 2001.  | Boston          | SAD        | TD Garden                        |
| 10. kolovoza 2001. | Washington D.C. | SAD        | MCI Center                       |
| 11. kolovoza 2001. | Washington D.C. | SAD        | MCI Center                       |
| 14. kolovoza 2001. | Fort Lauderdale | SAD        | National Car Rental Center       |
| 15. kolovoza 2001. | Fort Lauderdale | SAD        | National Car Rental Center       |
| 19. kolovoza 2001. | Atlanta         | SAD        | Philips Arena                    |
| 20. kolovoza 2001. | Atlanta         | SAD        | Philips Arena                    |
| 25. kolovoza 2001. | Auburn Hills    | SAD        | The Palace of Auburn Hills       |
| 26. kolovoza 2001. | Auburn Hills    | SAD        | The Palace of Auburn Hills       |
| 28. kolovoza 2001. | Chicago         | SAD        | United Center                    |
| 29. lolovoza 2001. | Chicago         | SAD        | United Center                    |
| 1. rujna 2001.     | Las Vegas       | SAD        | MGM Grand Garden Arena           |
| 2. rujna 2001.     | Las Vegas       | SAD        | MGM Grand Garden Arena           |
| 5. rujna 2001.     | Oakland         | SAD        | The Arena in Oakland             |
| 6. rujna 2001.     | Oakland         | SAD        | The Arena in Oakland             |
| 9. rujna 2001.     | Los Angeles     | SAD        | Staples Center                   |
| 13. rujna 2001.    | Los Angeles     | SAD        | Staples Center                   |
| 14. rujna 2001.    | Los Angeles     | SAD        | Staples Center                   |
| 15. rujna 2001.    | Los Angeles     | SAD        | Staples Center                   |

| Grad            | Mjesto                           | Prodano karata           | Prihod      |
| --------------- | -------------------------------- | ------------------------ | ----------- |
| Barcelona       | Palau Sant Jordi                 | 36,136 / 36,136 (100%)   | $2,039,112  |
| Milano          | Fila Forum                       | 36,100 / 36,100 (100%)   | $3,926,815  |
| Berlin          | Schmeling-Halle                  | 43,455 / 43,455 (100%)   | $2,864,786  |
| Pariz           | Palais omnisports de Paris-Bercy | 68,000 / 68,000 (100%)   | $4,443,155  |
| London          | Earls Court Exhibition Centre    | 107,415 / 107,415 (100%) | $8,734,149  |
| Philadelphia    | First Union Center               | 31,128 / 31,128 (100%)   | $3,382,485  |
| New York        | Madison Square Garden            | 79,401 / 79,401 (100%)   | $9,297,105  |
| East Rutherford | Continental Arena                | 16,457 / 16,457 (100%)   | $1,842,155  |
| Boston          | Fleet Center                     | 29,886 / 29,886 (100%)   | $3,503,520  |
| Washington D.C. | MCI Center                       | 32,061 / 32,061 (100%)   | $3,472,148  |
| Fort Lauderdale | National Rental Car Center       | 31,572 / 31,572 (100%)   | $3,603,573  |
| Atlanta         | Philips Arena                    | 29,617 / 29,617 (100%)   | $3,553,444  |
| Auburn Hills    | The Palace of Auburn Hills       | 34,407 / 34,407 (100%)   | $4,127,533  |
| Chicago         | United Center                    | 33,725 / 33,725 (100%)   | $3,743,830  |
| Las Vegas       | MGM Grand Garden Arena           | 29,587 / 29,587 (100%)   | $6,503,950  |
| Oakland         | Oakland Arena                    | 31,195 / 31,195 (100%)   | $3,351,320  |
| Los Angeles     | Staples Center                   | 61,464 / 61,464 (100%)   | $8,303,165  |
|                 | UKUPNO                           | 731,606 / 731,606 (100%) | $76,792,245 |

### Odgođeni i otkazani datumi
Otkazani koncerti:
1. 5. lipnja 2001. - Köln
2. 6. lipnja 2001. - Köln
3. 3. kolovoza 2001. - East Rutherford

Odgođeni koncerti:
1. 11. rujna 2001. - Staples Center, Los Angeles (odgođen za 15. rujna zbog terorističkih napada u New Yorku)

## Snimanje
Koncert je uživo prenošen na HBO televiziji iz The Palace of Auburn Hills 26. kolovoza 2001.
Pjesma koju je Madonna na tom koncertu pjevala je Gone, a također je i bila na DVD izdanju.
DVD Drowned World Tour 2001 je pušten u prodaju 13. studenog 2001. na isti dan kada je objavljena i njena druga kompilacija najvećih hitova GHV2.  DVD je dobio izvrsne recenzije.